# 미늘
《미늘》은 1991년 12월 12일 SBS에서 방영된 개국 특집 드라마다.

## 줄거리
서구찬은 방황하는 삶의 모습을 그에게 미늘로 작용하고 있는 갖가지 요인들, 그의 결혼과 외도, 불행한 성장과정과 양자로서의 삶 등을 중심으로 그려낸 이야기이다.

## 등장 인물
- 김갑수 - 서구찬 역
- 이호재 - 전무 역
- 양금석 - 재명 역
- 이진아 - 윤수미 역
- 박근형
- 김인태 - 아버지 역
- 장용
- 박칠용
- 윤주상
- 김종구
- 김재건
- 강태기
- 박동훈
- 이지현
- 김은경
- 한홍비
- 엄수진
- 김희정
- 김용현
- 최유미
- 성동일
- 기정수
- 김인호
- 이병준
- 이승준